# شهرستان سروآباد
شهرستان سروآباد یکی از شهرستانهای استان کردستان در غرب ایران است که از سمت غرب با کشور عراق هم مرز است. این شهرستان از شمال به شهرستان مریوان، از شرق به شهرستان سنندج و از جنوب شرقی به شهرستان کامیاران و از جنوب به شهرستان پاوه  در استان کرمانشاه محدود می‌شود. مرکز این شهرستان شهر سروآباد است که تقریباً در ۸۰ کیلومتری غرب سنندج قرار دارد.
شهرستان سروآباد یکی از شهرستان های استان کردستان  است. در حال حاضر این شهرستان از دو شهر و هشت دهستان تشکیل شده است و جمعیتی بالغ بر ۶۶۷۰۹ نفر را در خود جای داده است.
آب‌و‌هوای نقاط مختلف شهرستان سروآباد با توجه به تغییرات ارتفاع نسبت به یکدیگر متفاوت است و از مناطق کوهستانی و سردسیر تا مناطقی با آب‌و‌هوای تقریبا معتدل متغیر است.
آب‌و‌هوای کوهستانی و معتدل باعث شده است که کشاورزی در این شهر رونق خوبی داشته باشد؛ یکی از معروف‌ترین محصولات کشاورزی سروآباد توت‌فرنگی است. برخی ازجاذبه‌های طبیعی این شهر مانند غارها و چشمه‌ها به دلیل موقعیت کوهستانی تا حدودی ناشناخته مانده‌اند اما مکان‌های گردشگری دیگری مانند روستاها، آبشارها و آثار تاریخی از جاذبه‌های سفر به شهر سرو‌آبادند.

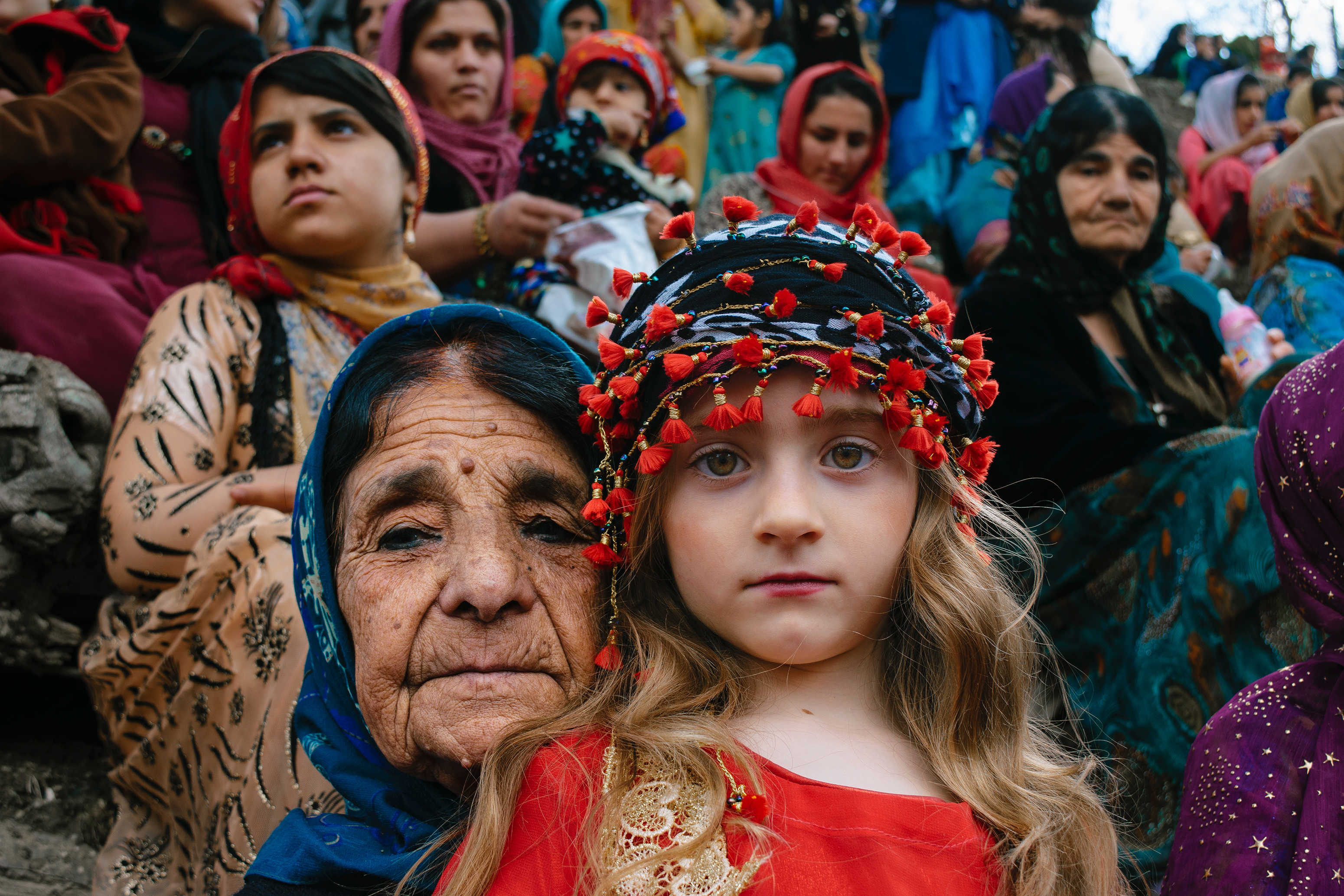
نگاره‌ای از یک دختر کرد و مادربزرگش در شهرستان سروآباد

از روستاهای مهم این شهرستان می‌توان به روستای تاریخی اورامان تخت و روستای سپیدار اشارە کرد.

## جمعیت
جمعیت این شهرستان بر طبق سرشماری سال 1404، برابر با 80378 نفر بوده‌است.

## تقسیمات کشوری
- بخش مرکزی شهرستان سروآباد
  - دهستان بیساران
  - دهستان پایگلان
  - دهستان رزآب
  - دهستان ژریژه
  - دهستان کوسالان
  - دهستان دزلی

شهر: سروآباد
- بخش اورامان
  - دهستان اورامان تخت
  - دهستان شالیار

شهر: اورامان تخت